# ریچارد آدامز
ریچارد آدامز (انگلیسی: Richard Adams؛ زادهٔ ۹ مهٔ ۱۹۲۰ - درگذشته ۲۴ دسامبر ۲۰۱۶) یک نویسنده، پدیدآور، و رمان‌نویس اهل بریتانیا بود.
ریچارد آدامز در ۲۴ دسامبر ۲۰۱۶ در سن ۹۶ سالگی درگذشت. مهم ترین اثر او زمان تپه خرگوش‌ها می‌باشد که بر حسب آن چندین اقتباس سینمایی انجام شده است.